# Râul Poienari, Râul Târgului
Râul Poienari este un râu afluent al Râului Tàrgului.